# 美國—南斯拉夫關係
美国—南斯拉夫关系是美国与现在已经解体的南斯拉夫王国或南斯拉夫社会主义联邦共和国之间的历史外交关系。在两国存在期间，两国关系从相互忽视、对抗到密切合作和美国的重大直接接触摇摆不定。

## 历史

### 战间期
南斯拉夫王国是在第一次世界大战结束后，在伍德罗·威尔逊总统提出的十四点和平原则的影响下成立的。在南斯拉夫统一之前，美国从1882年开始与塞尔维亚王国建立外交关系，从1905年开始与黑山公国建立外交关系。

### 第二次世界大战
第二次世界大战期间，美国最初支持流亡的保皇派南斯拉夫政府。当纳粹在1941年春天入侵南斯拉夫时，美国在战争的头几年果断支持切特尼克。然而，当英国消息来源承认南斯拉夫游击队是唯一一个重要的抵抗运动，并将在战争期间成为最有效的反轴心国抵抗运动时，情况发生了变化。

### 战后初期
战后初期，两国关系很差，南斯拉夫被认为是苏联最亲密的盟友，而共产党在没有任何苏联支持的情况下获得了权力。这一阶段在1945年第二次世界大战结束后和1947年冷战开始前的短时间内持续了下来。这一时期的特点是苏联对西方的和解外交，以及南斯拉夫在诸如的里雅斯特自由区和希腊内战等问题上更为好战的外交政策。两周内，两架美国空军C-47运输机在南斯拉夫上空被击落，两国关系进一步紧张。

### 1948年之后的关系

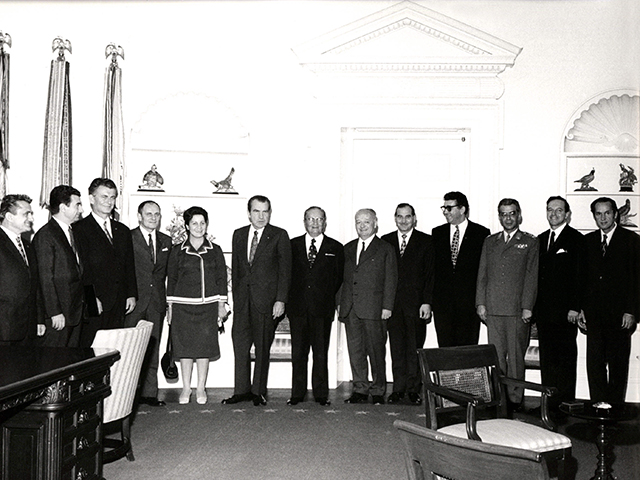
与南斯拉夫代表团合影

1948年苏南冲突代表了美国和新社会主义共和国关系的重大转折点。南斯拉夫第一次请求美国援助是在1948年夏天。杜鲁门政府决定向南斯拉夫提供大量的援助、贷款和军事援助，尽管之前的关系引起了一些担忧。1949年，南斯拉夫不顾苏联的反对，成功地申请了联合国安理会的席位，铁托得到了美国的支持。1949年，美国向南斯拉夫提供贷款，1950年贷款增加，随后又提供大笔赠款和军事援助。尽管南斯拉夫最初认为寻求军事援助是苏联入侵的借口，但到了1951年，南斯拉夫当局开始相信苏联的攻击是不可避免的，南斯拉夫也被纳入了共同防御援助计划。美国认识到独立和成功的社会主义南斯拉夫的战略重要性，认为它是其他东欧集团国家的颠覆模式。
南斯拉夫外交成功地处理了美国政策重心从肯尼迪的“宏伟计划”、约翰逊的“搭建桥梁”呼吁、尼克松的个人外交到卡特的人权重点的转变。南斯拉夫奉行高度独立的外交政策，并保持了国际不结盟运动的领导地位，该运动创造了一种相互竞争的意识形态，并向两个超级大国发起了挑战。